# Laubrand

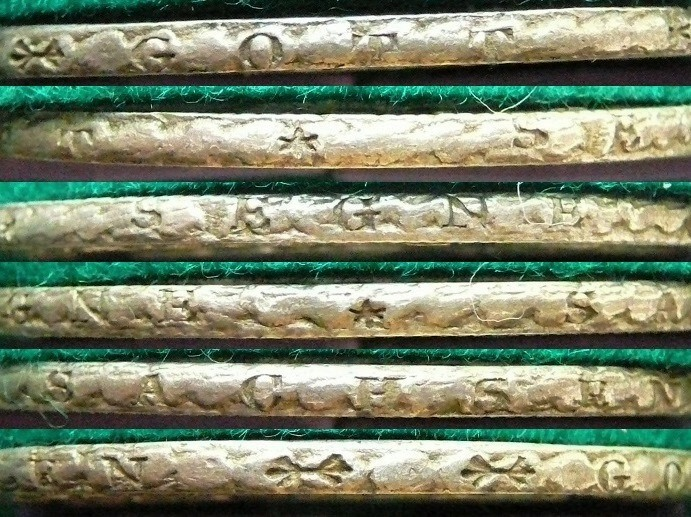
Laubrand, Besonderheit: Mit Randschrift GOTT SEGNE SACHSEN beim Konventionsspeciestaler von 1816.

Der Laubrand ist eine Randverzierung von Münzen in Form aufeinanderfolgender Blätter, die mit dem Rändelwerk geprägt wurden. Laubränder sind häufig auf deutschen Talern des 18. Jahrhunderts vorhanden. Sie wurden zum Schutz gegen Beschneiden eingeführt. Preußische und kursächsische Taler haben meist Tulpenblüten als Rändelungsform, die auch als Laubrand bezeichnet wird.